# Hint (SQL)
Sur les bases de données, plusieurs implémentations de SQL utilisent des hint (mot anglais signifiant "suggestion") comme addition au SQL standard pour indiquer au moteur SQL comment exécuter une requête.
Par exemple, le hint peut indiquer de n'utiliser que très peu de mémoire, même si cela rend la requête beaucoup plus longue ; le hint peut indiquer aussi d'utiliser ou de ne pas utiliser d'index, même si l'optimiseur de requête veut le faire autrement.

## Mise en œuvre dans leslogiciels propriétaires
Les différentes bases de données utilisent différentes approches pour implémenter les hint :
- MySQL utilise ses propres extensions au standard SQL : dans une requête, le nom d'une table peut être suivi des mots-clés USE INDEX, FORCE INDEX ou IGNORE INDEX[1]
- Oracle implémente ses hint sous forme de commentaires qui sont ajoutés (le symbole est +). Cette approche lui permet de rester compatible avec le SQL standard[2].
- Chez Microsoft, la fonctionnalité hint a été ajoutée dans SQLServer sur les jointures[3], les requêtes[4] et les tables[5].

## Mise en œuvre dans leslogiciels libres
Sur PostgreSQL, les programmeurs ne veulent pas ajouter de hint.